# コハク酸
コハク酸（琥珀酸、コハクさん、succinic acid）は、構造式 HOOC-(CH2)2-COOH で表されるカルボン酸の一種。はじめコハクの乾留により見つかったためにこの名がついた。英名のsuccinic acidはラテン語のsuccinum(コハク)に由来する。

## 沿革
琥珀を破砕し、砂浴で蒸留することで得られた。外用薬としてリウマチに、内服薬として淋病に用いられていた。
現在は食品産業で用いられる。全生産量は16,000-30,000tと推定されており、年10%ずつ増加している。

## 生化学・化学
クエン酸回路を構成する化合物のひとつで、コハク酸デヒドロゲナーゼによって酸化されフマル酸となる。このときに使われる補酵素はFAD。
コハク酸 + FAD → フマル酸 + FADH2
コハク酸のジエチルエステルはシュトッベ縮合の基質となる。

## 用途
貝類に含まれるうま味物質である。うま味を感じさせる作用は、コハク酸ナトリウムの方が高い。医薬品の賦形剤としてpH調整に、調味料として食品に用いられる他、メッキなどの工業用にも用いられる。また炭酸ガスを発泡する入浴剤の成分でもある。
アルコール発酵の副産物でもあり、ワインやビールに塩味・苦味・酸味を与える。

## 製造法
一般的に石油から作られるが、2022年現在は生物由来のバイオコハク酸の研究開発が進んでいる。

### 水素添加法
無水マレイン酸に水素添加して製造する。最も一般的なやり方。

### 接触付加法
アセチレン、一酸化炭素、水を高温(80〜250℃)、高圧(30〜500atm)で反応させる。対アセチレン収率は80%程度。
{\displaystyle {\ce {C2H2 + 2CO + 2H2O -> HOOC-(CH2)2-COOH}}}
(Co(CO)4)2を触媒とした均一液相反応である。

## 安全性
高濃度では可燃性で、腐食性があり薬傷を引き起こす。 
食品添加物・サプリメントとしてFDAに認可されている。